# Трейси, Орла
Орла Трейси (англ. Orla Treacy, род. 1973, Брей, Ленстер) — ирландская католическая монахиня из конгрегации «Сёстры Лорето», которая руководит школой-интернатом в Южном Судане, занимается образованием женщин и предотвращением детских браков.
В 2019 году стала лауреатом Международной женской премии за отвагу.

## Биография
Родилась в 1973 году в Брее, графство Уиклоу. 
Училась в Presentation Convent Трали, графство Керри, затем в монастыре Лоретто в Брее, получила аттестат зрелости в 1991 году. Она поступила в Педагогический институт Mater Dei в Дублине, выпустилась в 1995 году и стала школьной учительницей.Преподавала в Presentation College Cork, Loreto Letterkenny, St Muredach’s Ballina и Loreto Crumlin. Получила степень магистра Дублинского городского университета в 2002 году. В возрасте 24-х лет решила присоединиться к сёстрам Лорето. 
В 2005 году вместе с двумя другими ирландскими монахинями была приглашена Чезаре Маццолари, епископом Румбека итальянского происхождения, для открытия школы в Румбеке, Южный Судан. Стала директрисой центра, который обеспечивает начальное и среднее образование для мальчиков и девочек, подготовку учителей, а также предоставляет медицинские услуги, над которыми работают кенийские монахини.
В 2017 году мэр Килларни наградил её Международной гуманитарной премией Хью О’Флаэрти. В 2021 году была награждена Distinguished Service Award for the Irish Abroad президентом Ирландии Майклом Д. Хиггинсом.